# Sextaferia
La sextaferia consiste en la prestación de un servicio obligatorio y gratuito realizado generalmente para la ejecución de obra pública en un municipio. Dicho trabajo, al que se dedica un día entero -por lo general los viernes- (siendo el sexto día desde el domingo) es hecho por los vecinos de una comunidad o pueblo para la reparación de caminos, fuentes, abrevaderos, lavaderos y similares, y zonas comunales para que estas estén en igualdad de condiciones.
Es parte del derecho consuetudinario asturiano y tuvo mucha importancia, habiéndose incluso aprobado por la Diputación Provincial el 1 de enero de 1839 un Reglamento de Sexta-ferias para la construcción, reparo y conservación de los caminos y puentes de la provincia de Oviedo.